# 新宁新木姜子
新宁新木姜子（学名：Neolitsea shingningensis）为樟科新木姜子属下的一个种。

## 扩展阅读
維基物種上的相關：新宁新木姜子